# Parapithecoidea
Parapithecoidea — вимерла надродина приматів, яка жила в еоцені та олігоцені в Єгипті. У деяких класифікаціях усі Parapithecoidea поміщаються в родину Parapithecidae. Seiffert та ін. (2010) припускають, що Parapithecoidea виникли протягом бартонського періоду (середній еоцен), а розкол між Biretia та Parapithecidae стався на початку пріабону (пізній еоцен).
Дослідження зубів Arsinoea Seiffert et al. привело їх до думки, що Arsinoea може бути або не бути парапітецидом, хоча, звичайно, парапітекоїдним, і припустити, що Arsinoea kallimos розглядається як incertae sedis у Parapithecoidea.
Морфологічний аналіз скам'янілостей, представлених у 2020 році, свідчить про існування парапітецидних мавп, які перепливли Атлантику в палеогені та принаймні ненадовго колонізували Південну Америку. Залишки Ucayalipithecus, що датуються раннім олігоценом амазонського Перу, глибоко розташовані в Parapithecidae і мають особливості зубів, що помітно відрізняються від особливостей платіррінів. Qatrania wingi фаюмських відкладень нижнього олігоцену вважається найближчим відомим родичем Ucayalipithecus. Відсутність пізніших викопних знахідок цієї групи в Південній Америці вказує на те, що їх витіснили платіррини.